# Општина Стоилешти (Валча)
Стоилешти (рум. Stoileşti) општина је у Румунији у округу Валча.
Oпштина се налази на надморској висини од 390 m.